# Bunkie
Bunkie – miasto w Stanach Zjednoczonych, w stanie Luizjana, w parafii Avoyelles.